# Exagon Furtive-eGT

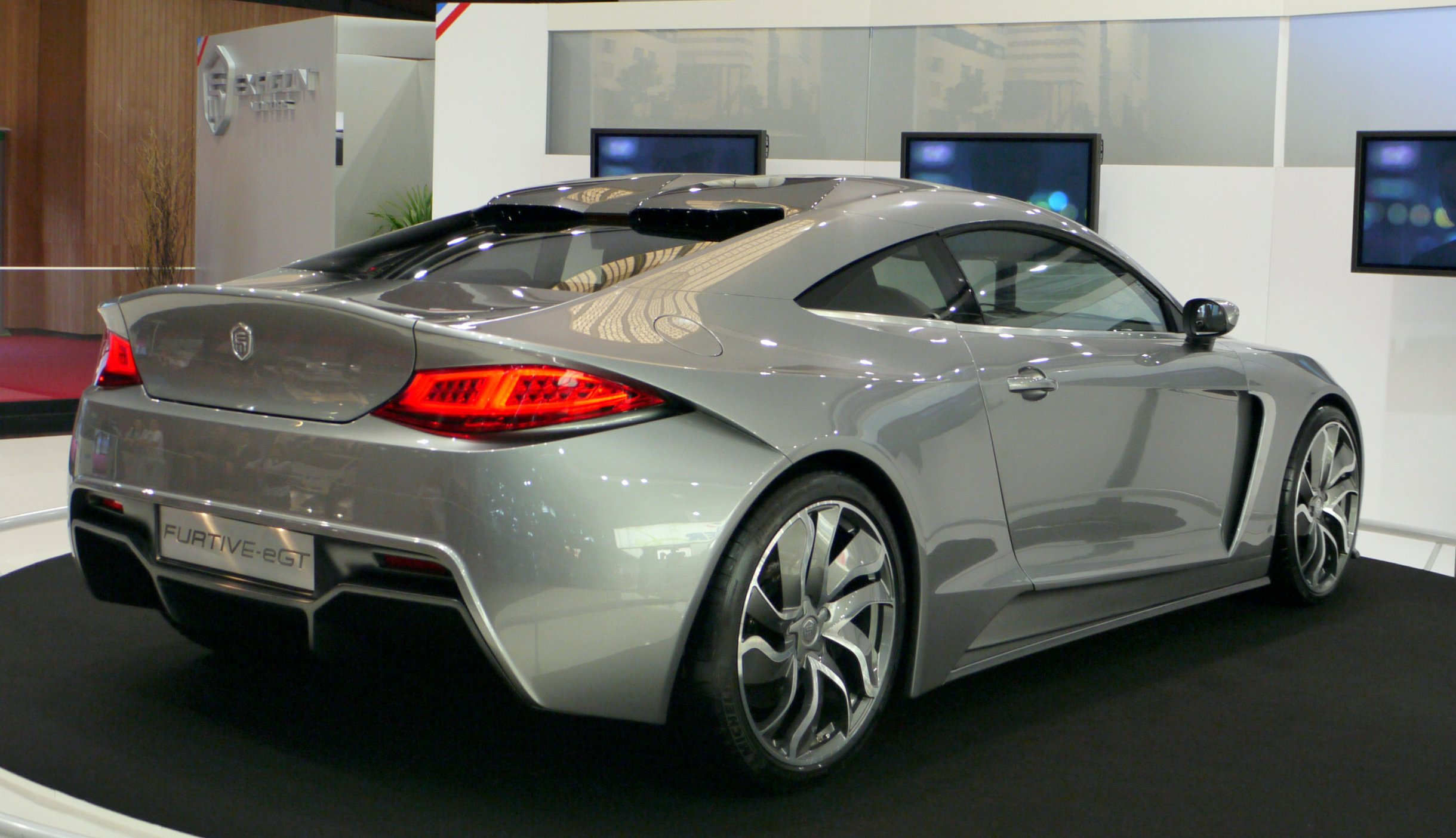
Heckansicht

Der Exagon Furtive-eGT ist ein Sportwagen des französischen Automobilherstellers Exagon Engineering, der in Zusammenarbeit mit Siemens (Antrieb), Saft (Lithium-Ionen-Akkumulator) und Michelin (Reifen) entstand.
Auf der Mondial de l’Automobile 2010 wurde das Fahrzeug erstmals der Öffentlichkeit gezeigt, auf dem Genfer Auto-Salon 2013 stand das Serienfahrzeug. Mitte 2014 wurden die ersten von insgesamt 1500 Fahrzeugen ausgeliefert.
Den Antrieb übernehmen zwei jeweils 148 kW starke wassergekühlte Elektromotoren. Mit dem halbautomatischen 3-Ganggetriebe beschleunigt der Sportwagen in 3,5 Sekunden auf 100 km/h. Die Höchstgeschwindigkeit liegt bei elektronisch begrenzten 250 km/h. Die Reichweite im Stadtverkehr wird mit 360 km angegeben. Die Batterien haben eine Kapazität von 53 kWh.

## Technische Daten
|                            | Exagon Furtive-eGT              |
| Bauzeitraum                | 2014–2019                       |
| Motorkenndaten             |                                 |
| Motortyp                   | 2 Elektromotoren, wassergekühlt |
| max. Leistung bei min−1    | 296 kW (402 PS) / 5000–10000    |
| max. Drehmoment bei min−1  | 516 Nm / 0–5000                 |
| Kraftübertragung           |                                 |
| Antrieb, serienmäßig       | Hinterradantrieb                |
| Getriebe, serienmäßig      | Automatikgetriebe 3-Gang        |
| Messwerte                  |                                 |
| Höchstgeschwindigkeit      | 250 km/h (abgeregelt)           |
| Beschleunigung, 0–100 km/h | 3,5 s                           |